# John E. Davis

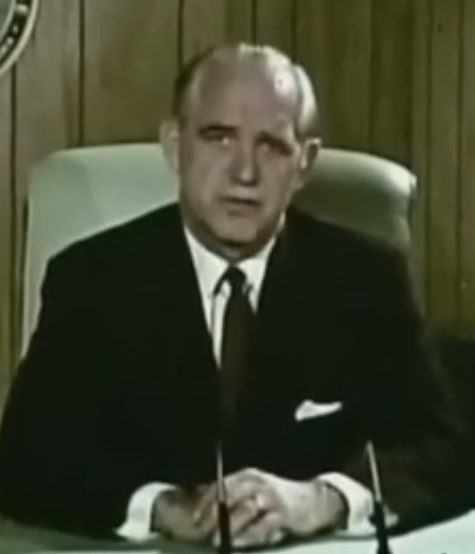
John E. Davis.

John Edward Davis, född 18 april 1913 i Minneapolis, Minnesota, död 12 maj 1990 i Rancho Mirage, Kalifornien, var en amerikansk republikansk politiker. Han var guvernör i delstaten North Dakota 1957–1961.
Davis föddes vid en tidpunkt då hans familj var bosatt i Goodrich i den östra delen av North Dakota. Modern födde honom i storstaden Minneapolis där övriga släktingar bodde och tog honom hem till North Dakota då han var tio dagar gammal.
Davis utexaminerades 1935 från University of North Dakota i Grand Forks och var sedan verksam som jordbrukare i Goodrich. Han deltog i andra världskriget i USA:s armé. Efter kriget var han borgmästare i McClusky 1947–1953 och ledamot av delstatens senat 1953–1957. Han efterträdde 1957 Clarence Norman Brunsdale som guvernör i North Dakota och efterträddes 1961 av William L. Guy.
Davis avled 1990 i Kalifornien och gravsattes på Fairview Cemetery i Bismarck, North Dakota.